# Banwa
Banwa ist eine Provinz in der Region Boucle du Mouhoun im westafrikanischen Staat Burkina Faso mit 323.602 Einwohnern auf 5888 km².

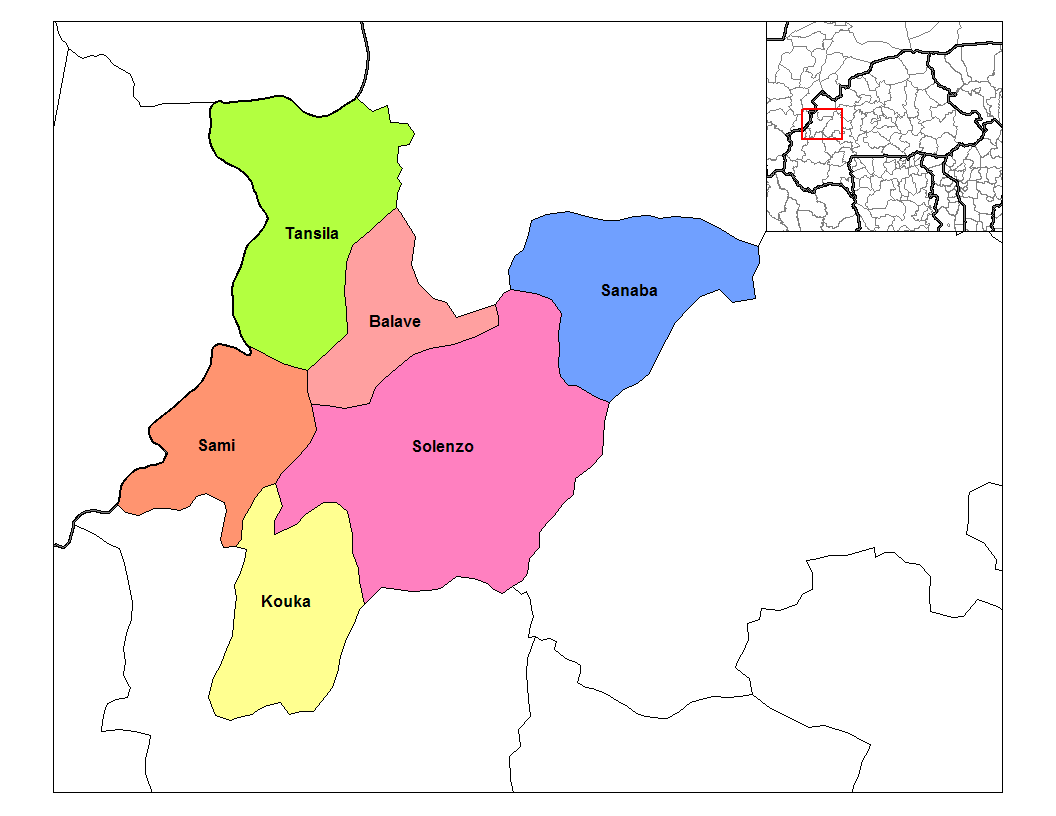
Lage der Departements in der Provinz Banwa

Die Provinz besteht aus den Departements Balavé, Kouka, Sami, Sanaba, Solenzo und Tansila.
Hauptstadt ist Solenzo. Die Bewohner der Provinz sind hauptsächlich Bwaba, Mossi und Sanan, die von der Landwirtschaft leben.